# Elektroakustika
Elektroakustika je područje elektrotehnike koje razmatra i ostvaruje mogućnosti pretvaranja zvuka u električni signal, mogućnosti pohrane tonskog zapisa na medije kao što su to gramofonska ploča, magnetna traka ili mogućnosti pohrane tonskog zapisa u digitalnom obliku. 
Elektroakustika se, nadalje, bavi problematikom reprodukcije i pretvaranja istog tonskog zapisa u električni signal, njegova pojačanja, tonskog oblikovanja i reprodukcije na zvučniku putem odgovarajućeg pojačala snage.
Elektroakustika razmatra svojstva i karakteristike različitih mehanoelektričkih pretvarača te elektroničkih sklopova i uređaja namijenjenih pojačanju tonskog signala, a oslanjajući se tradicionalno na područje elektronike u težnji za što vjernijom reprodukcijom glazbe i govora.